# Neufchâtel-en-Saosnois
Neufchâtel-en-Saosnois é uma comuna francesa na região administrativa do País do Loire, no departamento de Sarthe. Estende-se por uma área de 23.41 km². Em 2010 a comuna tinha 1 035 habitantes (densidade: 44,2 hab./km²).